# 祝你晚安
《祝你晚安》，日本女性創作歌手aiko的第9張單曲。2001年11月21日發行。

## 簡介
前作《Rosie》約半年之後發行。
《祝你晚安》被用作田村正和主演的富士電視台電視劇《再見，小津先生》的片尾曲，是aiko第一首作為電視劇主題曲的歌曲。

## 收錄曲目
1. 祝你晚安（おやすみなさい）
  - 富士電視台電視劇《再見，小津先生》的片尾曲
2. 陽光與陰霾（陽と陰）
3. 可可亞（ココア）
4. 祝你晚安（insturumental）

全 作詞、作曲：AIKO；編曲：島田昌典　

## 外部連結
- 唱片介紹 （页面存档备份，存于）